# Cerambyx miles
Cerambyx miles  (лат.) — вид жуков-усачей из подсемейства собственно усачей. Распространён в Европе, на Кавказе, в Закавказье, Турции, Сирии, Ливане и, возможно, в Марокко. Кормовыми растениями личинок являются дуб каменный и дуб кермесовый.